# Ensina brevior
Ensina brevior är en tvåvingeart som först beskrevs av Willi Hennig 1940.  Ensina brevior ingår i släktet Ensina och familjen borrflugor.
Artens utbredningsområde är Peru. Inga underarter finns listade i Catalogue of Life.